# John Anthony Dooher

Wappen von John Anthony Dooher

John Anthony Dooher (* 3. Mai 1943 in Dorchester, Massachusetts, USA) ist ein US-amerikanischer Geistlicher und emeritierter römisch-katholischer Weihbischof in Boston.

## Leben
John Anthony Dooher empfing am 31. Mai 1969 durch den Erzbischof von Boston, Richard Kardinal Cushing, das Sakrament der Priesterweihe.
Am 12. Oktober 2006 ernannte ihn Papst Benedikt XVI. zum Titularbischof von Theveste und bestellte ihn zum Weihbischof in Boston. Der Erzbischof von Boston, Sean Patrick Kardinal O’Malley OFMCap, spendete ihm und auch Robert Francis Hennessey am 12. Dezember desselben Jahres die Bischofsweihe; Mitkonsekratoren waren die Weihbischöfe in Boston, Francis Xavier Irwin und Walter Edyvean.
Papst Franziskus nahm am 30. Juni 2018 seinen altersbedingten Rücktritt an.